# تل سلطان
تل سلطان (به عربی: تل سلطان) یک روستا در سوریه است که در استان ادلب واقع شده‌است. تل سلطان ۲٬۳۸۹ نفر جمعیت دارد.